# 三井道郎
三井 道郎（みい みちろう、1858年8月10日（安政5年7月2日） - 1940年（昭和15年）1月4日）は、正教会の長司祭で神学者である。ロシア語学者としても活躍した。

## 生涯
1858年（安政5年）盛岡加賀野の南部藩士の家に生まれる。1869年（明治2年）に盛岡県学校に入学する。1874年（明治7年）函館で、アナトリイ・チハイより洗礼を受けてシメオンの聖名を受ける。
1875年（明治8年）に正教神学校に入学する。1883年（明治16年）に卒業し、ロシアのキエフ神学大学へ留学し、1887年（明治20年）に帰国する。正教神学校教授に就任する。1888年（明治21年）、植松ひろ子と結婚する。
1891年（明治24年）の大津事件の時にはロシア皇太子ニコライ（後の皇帝ニコライ2世）の通訳に従事した。
1894年（明治27年）2月16日、司祭に叙聖され、京都教会管轄司祭になる。同時に、京都正教女学校校長に就任する。1896年（明治29年）には長司祭に昇叙される。京都帝国大学文学部ロシア語教師として勤務する。
1912年（明治45年）にニコライ・カサートキンが死去すると、東京正教本会（現在のニコライ堂）へ転任し、正教神学校校長に就任する。
1917年（大正6年）9月のモスクワでのロシア正教地方公会議では、日本正教会代議員として出席する。1918年（大正7年）日本軍のシベリア出兵の年に、シベリア鉄道沿線のロシア難民を慰問した。
1925年（大正14年）7月に日本正教会総務局長に就任。
1940年、死去。墓所は染井霊園。

## 家族
- 二男・三井道男
- 二女・久代 - 河本重次郎の弟・清の妻[1]

## 訳書
- 『正教訓蒙』(1881)
- 『信仰の規範』(1893)